# Zakrzewki
Zakrzewki – część wsi Ociąż w Polsce, położona w województwie wielkopolskim, w powiecie ostrowskim, w gminie Nowe Skalmierzyce, w Kaliskiem, ok. 4 km od Nowych Skalmierzyc. 

## Podział administracyjny
Zakrzewki przynależały administracyjnie przed rokiem 1887 do powiatu odolanowskiego. W latach 1975–1998 do województwa kaliskiego, od 1999 do powiatu ostrowskiego.

## Historia
Pod koniec XIX wieku Zakrzewki były folwarkiem wsi Ociąż z 3 domami i 68 mieszkańcami.